# Championnat d'Europe de baseball 1999
Navigation
Édition précédente Édition suivante
Le championnat d'Europe de baseball 1999, vingt-sixième édition du championnat d'Europe de baseball, a lieu du 22 juillet au 1er août 1999 à Bologne, Parme et Rimini, en Italie. Il est remporté par les Pays-Bas.